# Sói Ấn Độ
Sói Ấn Độ (Canis lupus pallipes) là một phân loài của loài sói xám phân bố từ vùng Tây Nam Á đến vùng Tiểu lục địa Ấn Độ. Chúng có kích thước cỡ trung bình giữa sói Himalaya và sói Ả Rập và cũng không có bộ lông dày mùa đông như sói Himalaya do phân loài sống trong điều kiện ấm áp hơn. Trong phân loài này, "chó sói đồng bằng Ấn Độ" là cơ bản về mặt di truyền với tất cả các loài Canis lupus còn sinh tồn khác ngoài loài sói Himalaya cổ hơn, với việc cả hai đều được đề xuất như là các loài riêng biệt. Sói Ấn Độ sống trong những bầy nhỏ hơn và ít kêu rú hơn các phân loài khác của sói xám, và chúng khét tiếng là xảo quyệt

## Phân loại
Sói Ấn Độ được mô tả lần đầu tiên vào năm 1831 bởi nhà điểu học người Anh William Henry Sykes theo danh pháp hai phần là Canis pallipes. Vào năm 1941, Reginald Pocock hạ bậc nó xuống thành Canis lupus theo danh pháp ba phần là Canis lupus pallipes.

## Hình ảnh

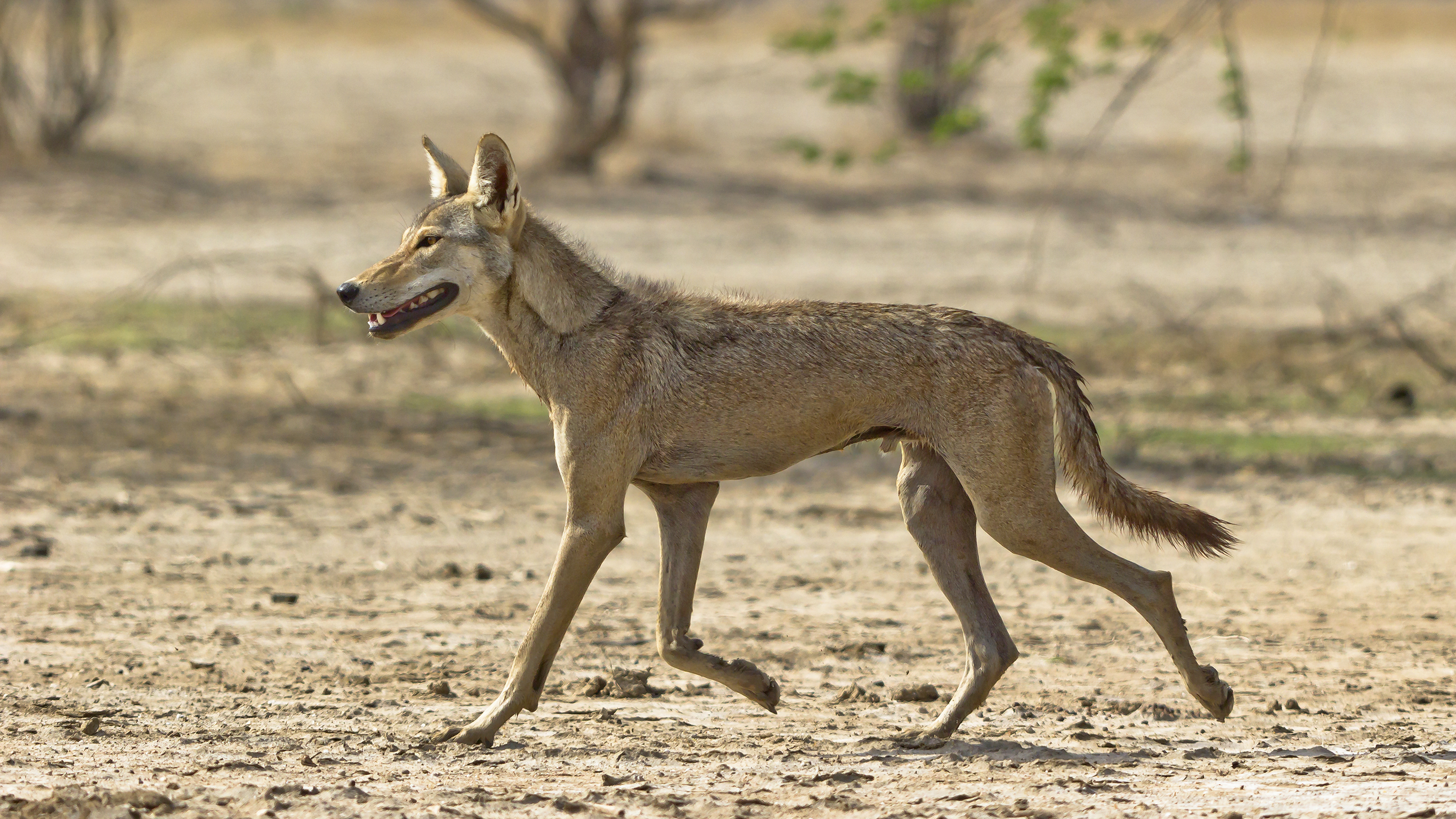
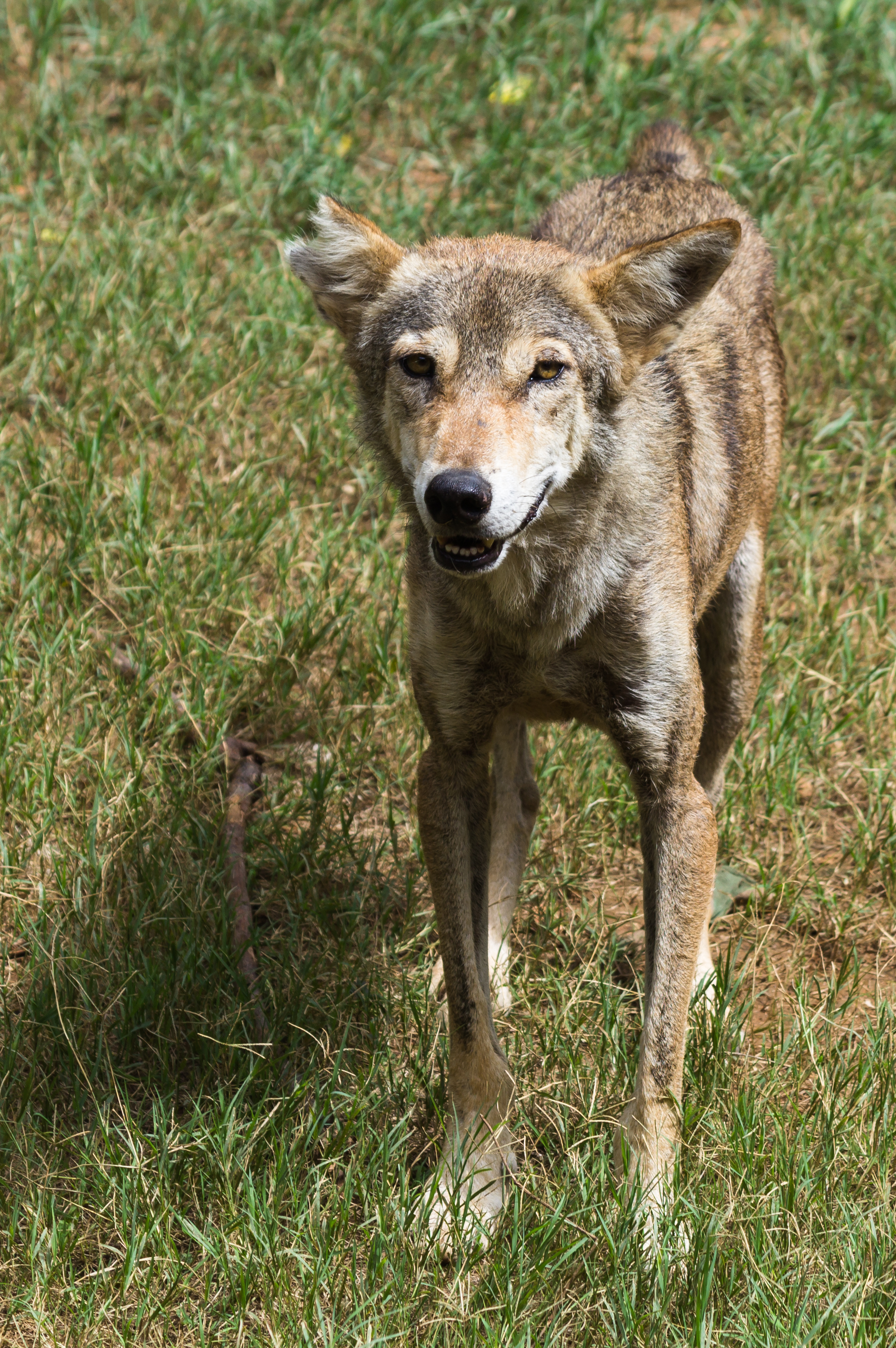